# Bogdan Rusu
Bogdan Gheorghe Rusu (sinh ngày 9 tháng 4 năm 1990) là một cầu thủ bóng đá người România chơi ở vị trí tiền đạo cho Hermannstadt.